# Сікамор (Іллінойс)
Сікамор (англ. Sycamore) — місто (англ. city) в США, в окрузі Декальб штату Іллінойс. Населення — 18 577 осіб (2020).

## Географія
Сікамор розташований за координатами 41°59′48″ пн. ш. 88°40′39″ зх. д. / 41.99667° пн. ш. 88.67750° зх. д. (41.996700, -88.677526).  За даними Бюро перепису населення США в 2010 році місто мало площу 25,30 км², з яких 25,20 км² — суходіл та 0,10 км² — водойми.

## Демографія
Згідно з переписом 2010 року, у місті мешкало 17 519 осіб у 6993 домогосподарствах у складі 4574 родин. Густота населення становила 692 особи/км².  Було 7394 помешкання (292/км²).
Расовий склад населення:
| - 91,4 % — білих - 2,9 % — чорних або афроамериканців - 1,5 % — азіатів - 0,2 % — корінних американців - 2,1 % — осіб інших рас |

До двох чи більше рас належало 1,9 %. Частка іспаномовних становила 7,0 % від усіх жителів.
За віковим діапазоном населення розподілялося таким чином: 25,4 % — особи молодші 18 років, 63,7 % — особи у віці 18—64 років, 10,9 % — особи у віці 65 років та старші. Медіана віку мешканця становила 34,8 року. На 100 осіб жіночої статі у місті припадало 95,2 чоловіків;  на 100 жінок у віці від 18 років та старших — 92,5 чоловіків також старших 18 років.
Середній дохід на одне домашнє господарство  становив 76 572 долари США (медіана — 64 080), а середній дохід на одну сім'ю — 93 231 долар (медіана — 80 681). Медіана доходів становила 53 050 доларів для чоловіків та 41 824 долари для жінок. За межею бідності перебувало 8,6 % осіб, у тому числі 9,8 % дітей у віці до 18 років та 3,2 % осіб у віці 65 років та старших.
Цивільне працевлаштоване населення становило 9553 особи. Основні галузі зайнятості: освіта, охорона здоров'я та соціальна допомога — 26,7 %, виробництво — 12,9 %, роздрібна торгівля — 11,9 %.